# Ray's Pizza

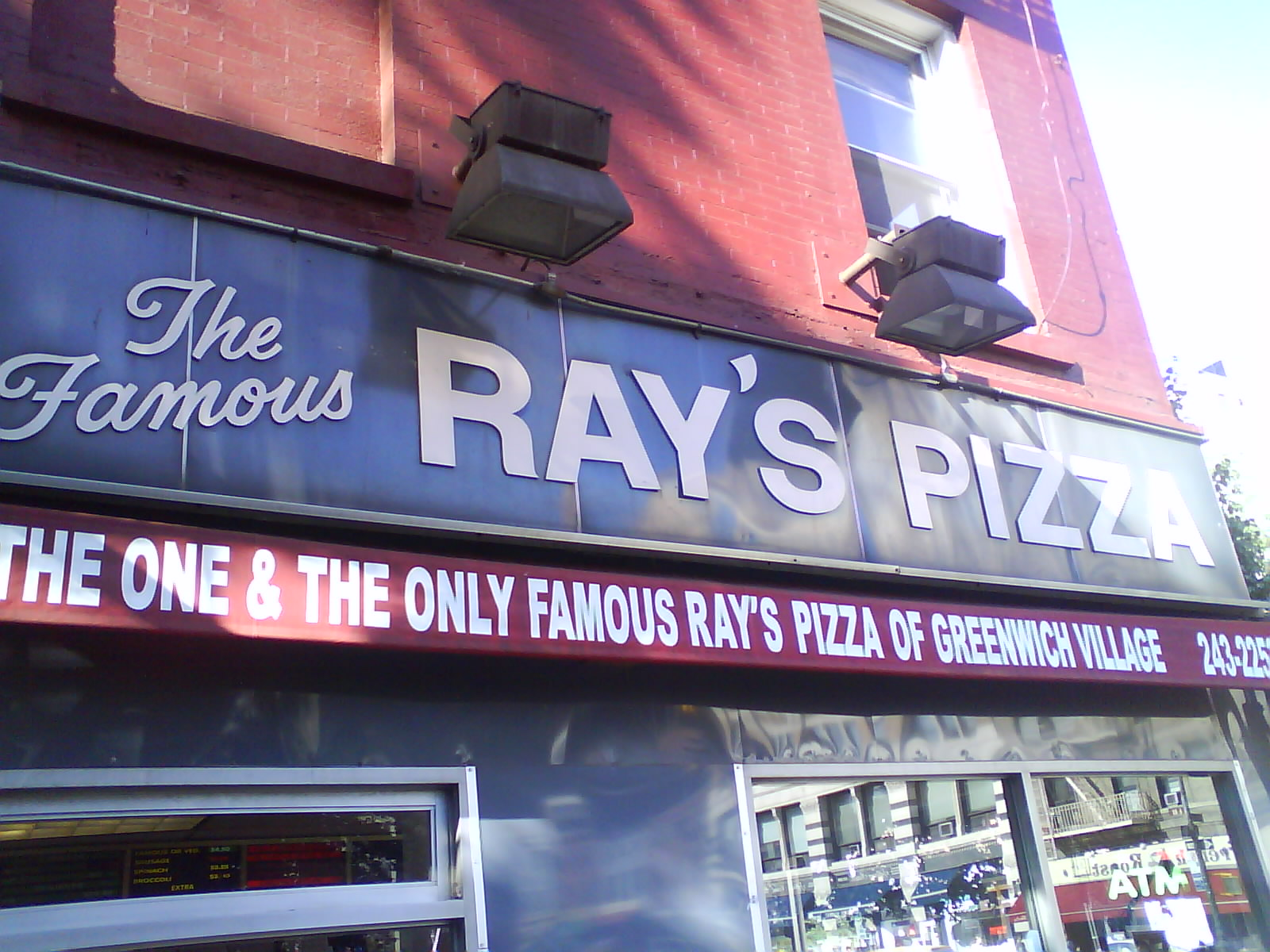
Ray's en 6th Avenue y 11th Street en Greenwich Village, Manhattan

Ray's Pizza, y sus variantes tales como "Ray's Original Pizza," "Famous Ray's Pizza," "World-Famous Original Ray's Pizza,", etc, son las denominaciones de una variedad de pizzerias en el área de Nueva York. Todos ellos son locales completamente independientes pero poseen menús similares, signos y logotipos. Se considera que sirven la pizza al estilo de Nueva York.

## Historia
Se trata de una de las pizzerías más antiguas de Estados Unidos, abierta por Ralph Cuomo de Little Italy, Manhattan, en 27 Prince Street en 1959 cerca de la otra pizzeria de la ciudad, Lombardi's. Muchos restaurantes se disputan ser el verdadero y original Ray.